# ポッラ
ポッラ（伊: Polla）は、イタリア共和国カンパニア州サレルノ県にある、人口約5,300人の基礎自治体（コムーネ）。

## 地理

### 位置・広がり

#### 隣接コムーネ
隣接するコムーネは以下の通り。
- アーテナ・ルカーナ
- アウレッタ
- ブリエンツァ (PZ)
- カッジャーノ
- コルレート・モンフォルテ
- ペルトーザ
- サンタンジェロ・レ・フラッテ (PZ)
- サンタルセーニオ